# Prijezdić
Prijezdić (em cirílico: Приједић) é uma vila da Sérvia localizada no município de Valjevo, pertencente ao distrito de Kolubara. A sua população era de 287 habitantes segundo o censo de 2011.

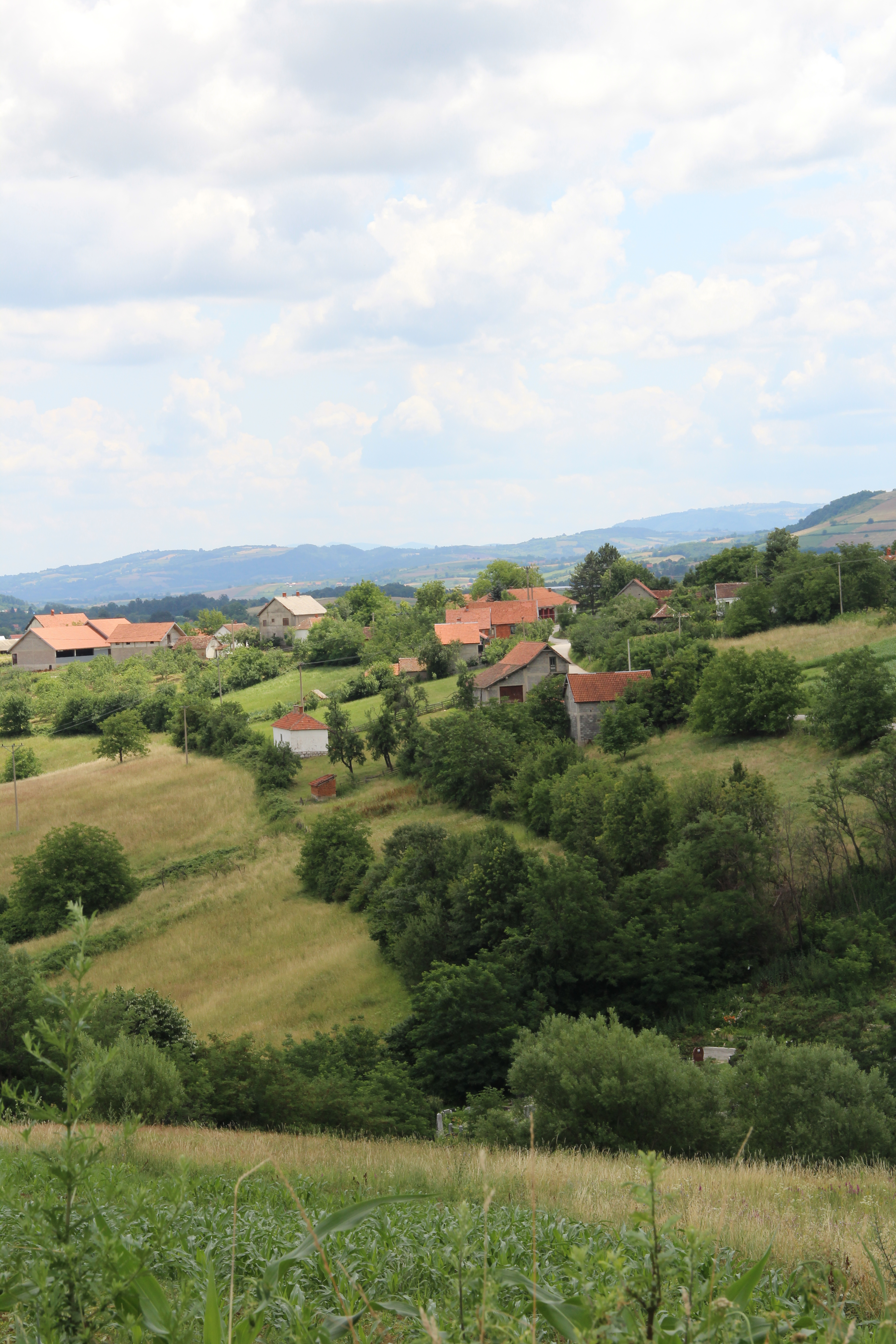
Prijezdić - panorama
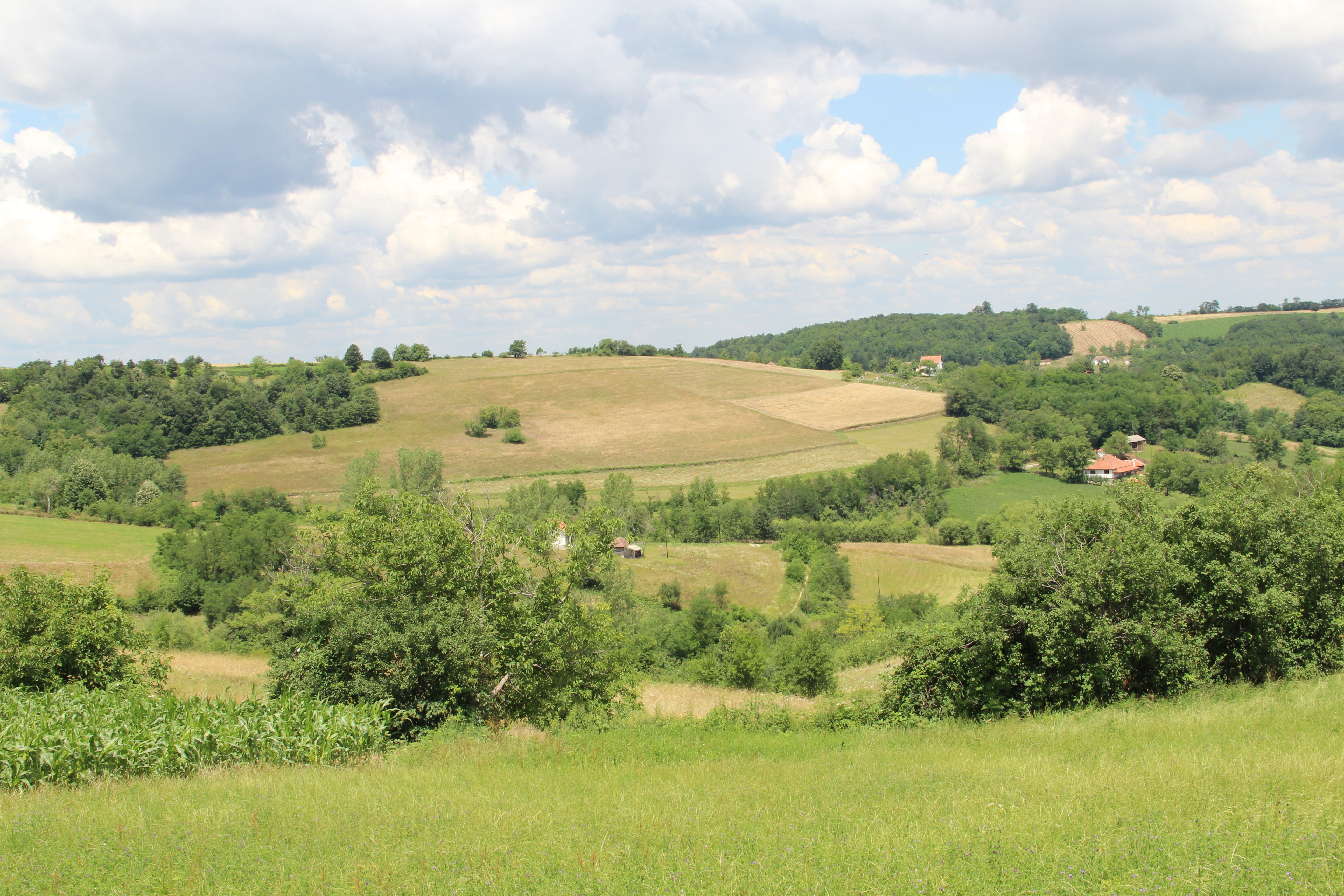
Prijezdić - panorama
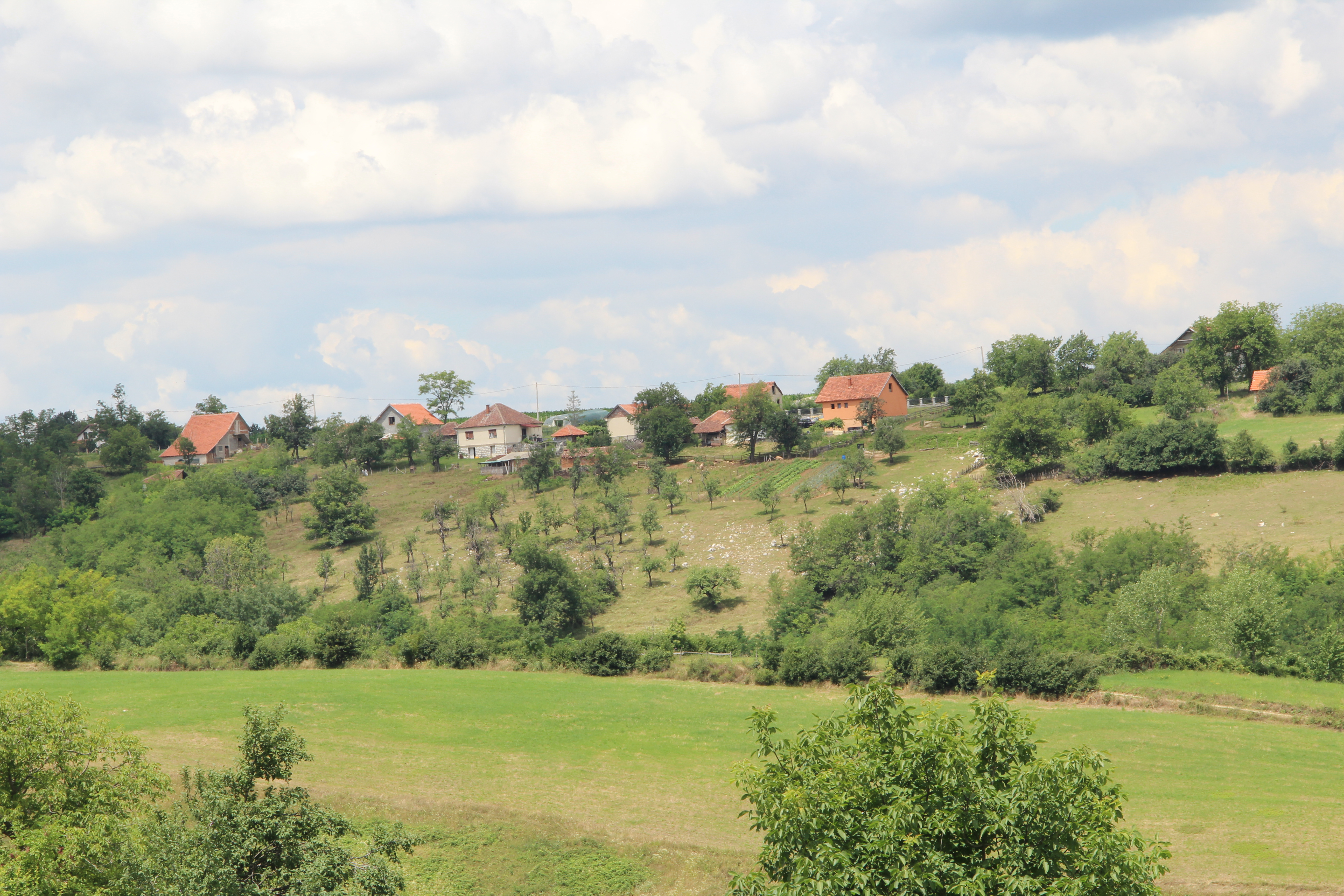
Prijezdić - panorama
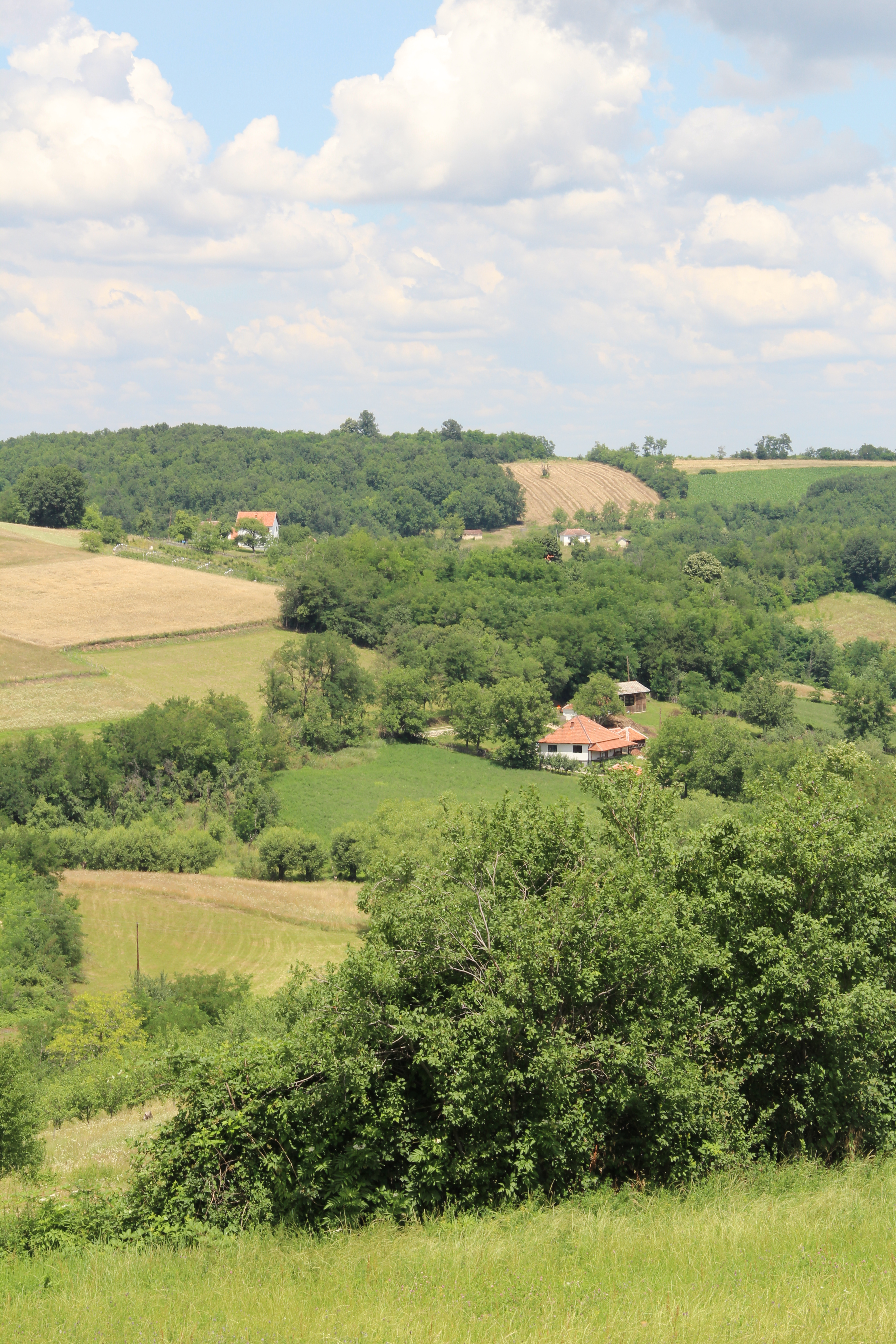
Prijezdić - panorama
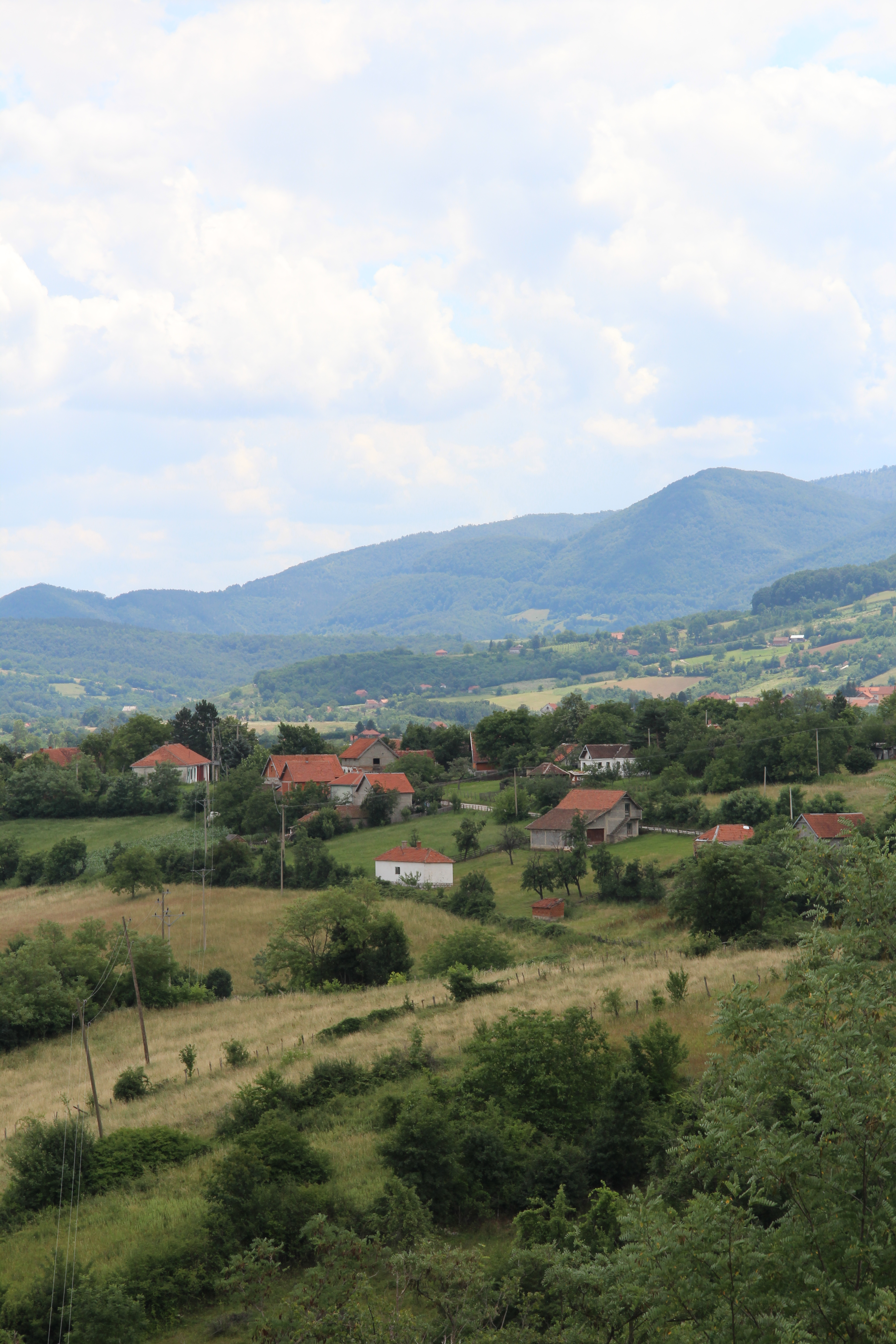
Prijezdić - panorama
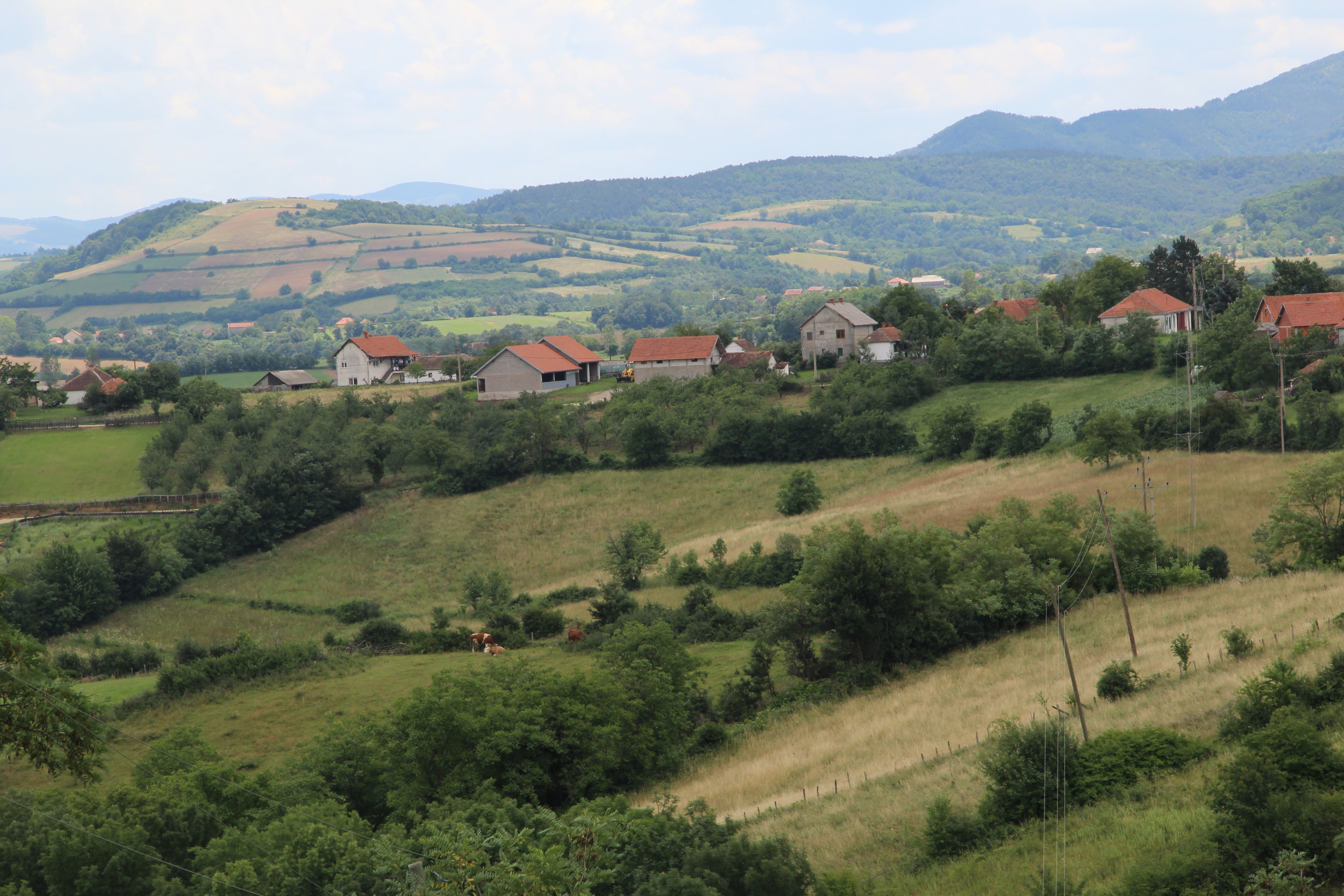
Prijezdić - panorama
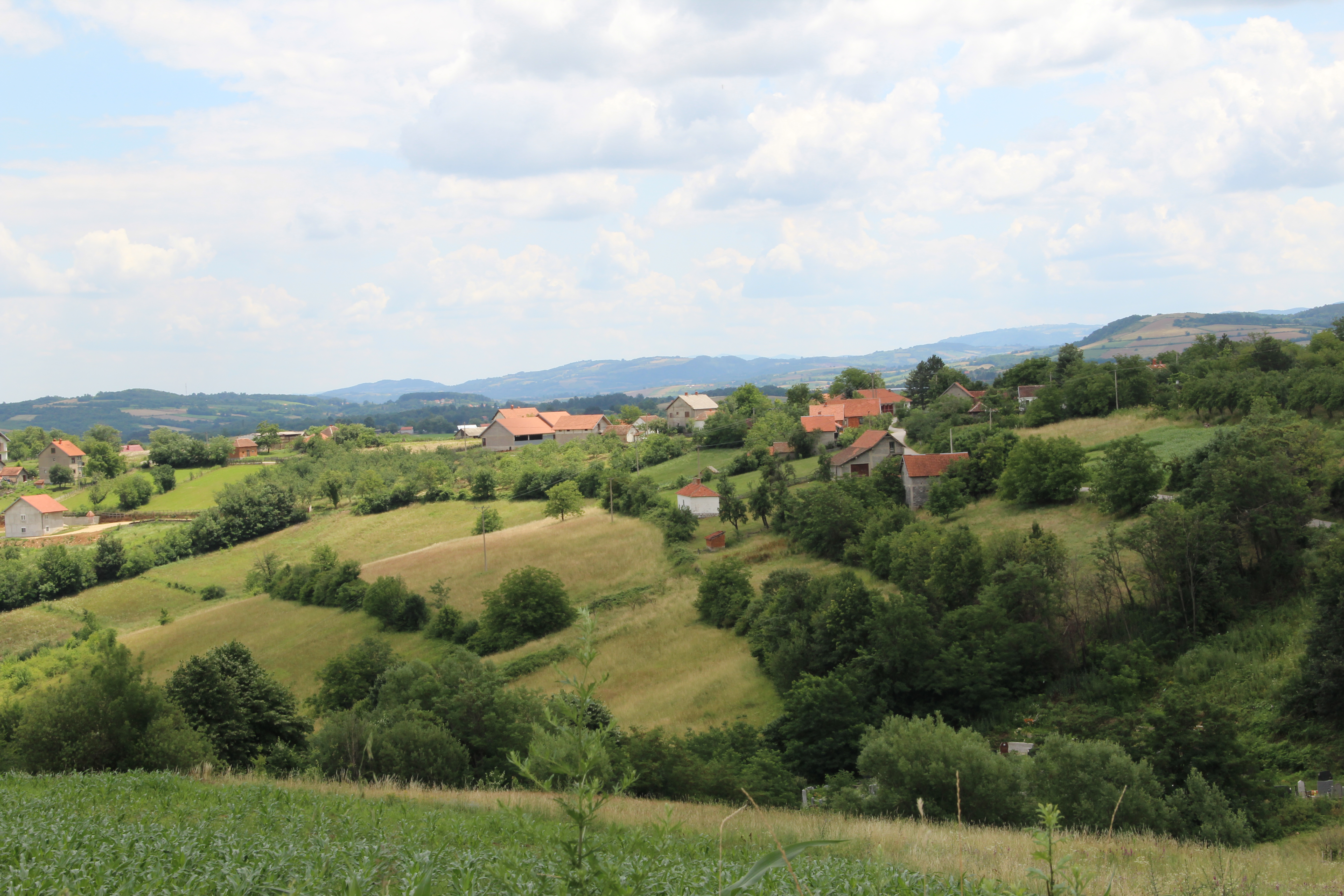
Prijezdić - panorama
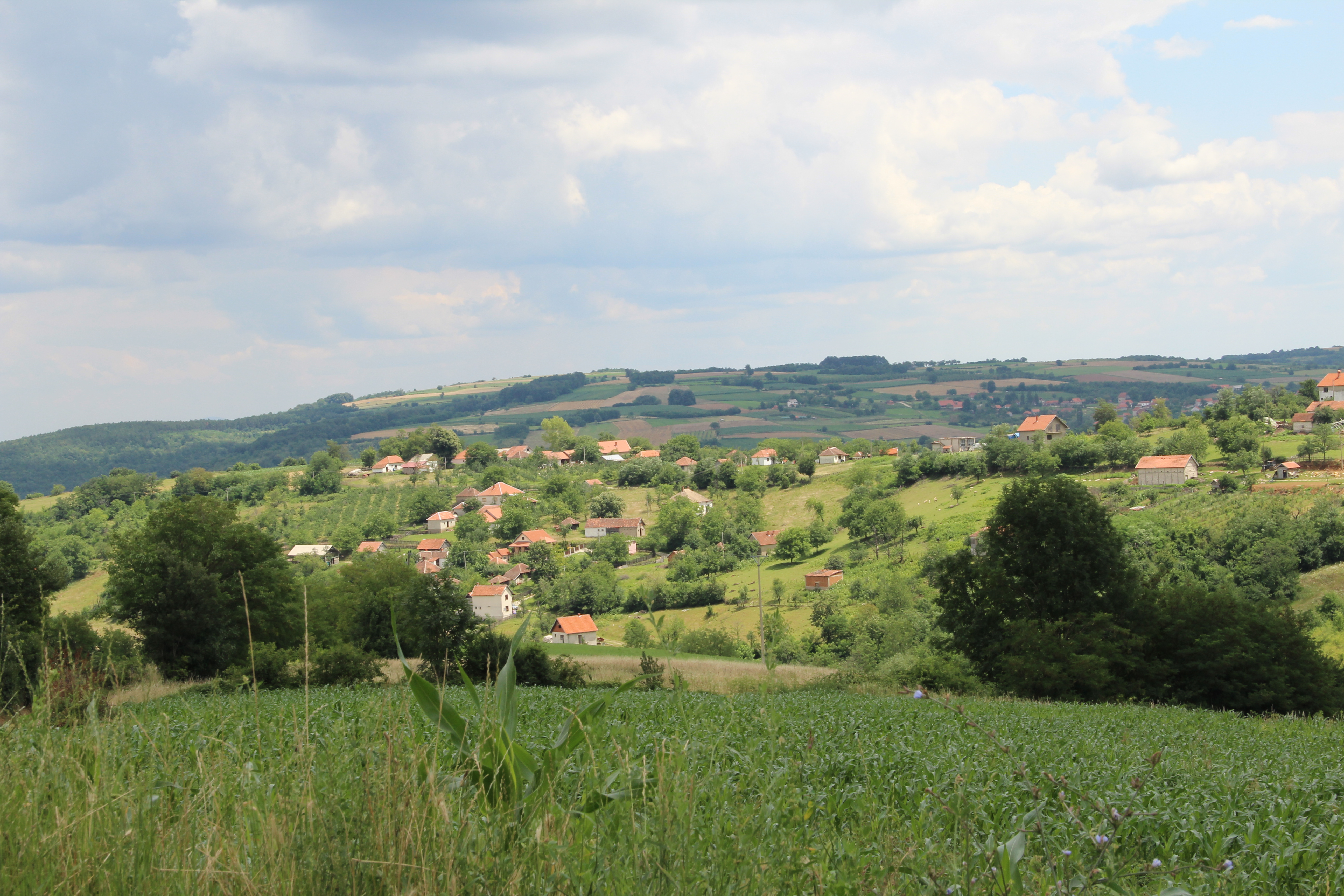
Prijezdić - panorama

## Demografia
| 1948 | 1953 | 1961 | 1971 | 1981 | 1991 | 2002 | 2011 |
| ---- | ---- | ---- | ---- | ---- | ---- | ---- | ---- |
| 643  | 673  | 683  | 618  | 496  | 397  | 340  | 287  |